# Casta Álvarez
Casta Álvarez Bravo (Orán, 1786-Cabañas de Ebro, Provincia de Zaragoza, 29 de abril de 1846) fue una de las mujeres que se distinguió por su participación en la defensa de Zaragoza durante los sitios que sufrió esta ciudad durante la invasión del ejército napoleónico francés de España. Por los méritos contraídos en su actuación durante el asedio recibió el Escudo de Distinción, le fue asignada una pensión por el régimen de Fernando VII y otorgado el Escudo de defensor de la Patria.
Nacida de orígenes humildes, sus padres fueron Diego Álvarez y Manuela Bravo, ambos de Figueruelas. Se destacó en las labores de aprovisionamiento y logística de la defensa de la sitiada ciudad de Zaragoza; además, luchó activamente en acciones militares, especialmente en la acción contra los ulanos polacos, un cuerpo de élite de caballería del ejército de Napoleón. Cuando la caballería polaca amenazaba con penetrar en la ciudad a través de la Puerta del Carmen, Casta Álvarez y otros defensores zaragozanos se opusieron a su entrada, consiguiendo rechazar al ejército francés.
Aunque tras los actos de la Guerra de la Independencia, falleció en la pobreza tras recibir la medalla de Defensora de la Patria por el restaurado Fernando VII junto con una modesta pensión vitalicia, lo que la llevó a morir tras fuertes dolores y penurias en Cabañas de Ebro, siendo olvidada hasta tiempo después.
Con la conmemoración del primer centenario de los Sitios de Zaragoza en 1908, una calle de dicha ciudad recibió el nombre de la heroína y sus restos fueron inhumados en la Iglesia de Nuestra Señora del Portillo en Zaragoza, junto a los de Agustina de Aragón y Manuela Sancho.
Su figura iconográfica fue difundida primeramente por la serie de grabados de Juan Gálvez y Fernando Brambilla  titulada Ruinas de Zaragoza publicada en Cádiz en 1812-1813. Más tarde Marcelino de Unceta realizó en 1875 un retrato en un gran lienzo que se encuentra en el Ayuntamiento de Zaragoza.